# Josef Franz Freyn

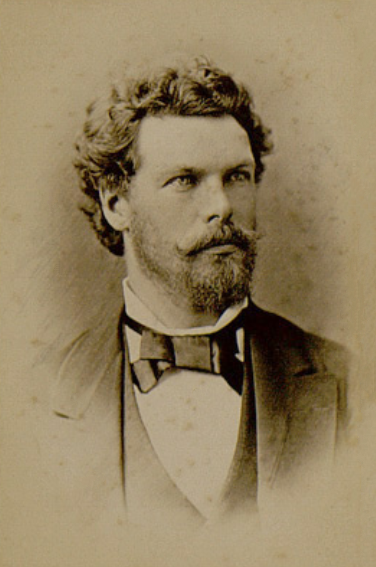
Josef Franz Freyn, c. 1879

Josef Franz Freyn (* 7. Dezember 1845 in Prag; † 16. Januar 1903 in Prag-Smíchov) war ein österreichischer Eisenbahningenieur und Botaniker.

## Leben und Wirken
Freyn studierte Ingenieurwesen an der Technischen Hochschule in Wien und an der Deutschen Technischen Hochschule Prag. Ab 1868 war er Ingenieur bei der österreichischen Nordwestbahn. Er war am Bau von Eisenbahnlinien in Ostungarn und Siebenbürgen beteiligt und leitete zuletzt das Unterbau-Büro in Budapest. Von 1874 bis 1878 leitete er den Bau der Eisenbahnstrecke von Pula bis Rovigno und ließ sich in Opotschno nieder (wo sein Vater Forstmeister gewesen war). 1881 eröffnete er ein Ingenieurbüro in Prag. Er war Vizepräsident der Ingenieurkammer in Böhmen.
Als Botaniker befasste er sich besonders mit der Flora von Ungarn und Süd-Istrien, mit den Gattungen Ranunculus und Hieracium und zuletzt mit der Flora des Orients (Turkestan, Zentralasien), wo er viele Funde von Paul Ernst Emil Sintenis publizierte. Er setzte damit die Arbeit von Pierre Edmond Boissier fort und veröffentlichte in der Zeitschrift „Bulletin de l’Herbier Boissier“. Sein offizielles botanisches Autorenkürzel lautet „Freyn“.

## Ehrungen
Nach Freyn benannt ist die Pilzgattung Freynella Kuntze.